# 박자연
박자연은 엠베스트 수학 온라인 강사인 동시에 반포 수학이좋다 학원 원장이다. 이전에는 서초 명인학원 고등부 강사였으며, 그 전에는 압구정 파인만 학원 고등부 강사(현대고 전문반)였다. 
특이한 점이 있다면 바로 노래하는 수학 강사 라는 것이다. 그는 ‘목소리를 빌려’, '울어도 불러도’, ‘처음’등 16곡을 싱글발매했다.

## 저서
- 수학이 좋다 시리즈 Lev.1, Lev.2, Lev.3
- 4점마스터
- 기출여행1, 기출여행2